# بوابة بلدور الثانية: ظلال آمون
بوابة بلدور الثانية: ظلال آمون (بالإنجليزية: Baldur's Gate II: Shadows of Amn)‏ هي لعبة فيديو أمريكية من نوع تقمص الادوار ، وهي الجزء الثاني من لعبة بوابة بالدور 1998 ، تم اطلاق اللعبة على مايكروسوفت ويندوز في سبتمبر عام 2000 م، وتدور اللعبة حوال العوالم البعيدة عن البشر وهي من الالعاب التي يمثل فيها البطل الادوار الخيالية

## وصلات خارجية
قالب:لعبة